# Red veze
Red veze je broj hemijskih veza između para atoma. Na primer, U diatomskom azotu N≡N red veze je 3, dok je u acetilenu H−C≡C−H red veze između dva atoma ugljenika takođe 3, a za C−H red veze je 1. Red veze je indikator stabilnosti veze. 
U molekulima koji imaju rezonanciju ili neklasično vezivanje, red veze ne mora da bude ceo broj. U benzenu, gde delokalizovane molekulske orbitale sadrže 6 pi elektrona između šest ugljenika esencijalno se daje polovina pi veze zajedno sa sigma vezom svakom paru atoma ugljenika, te je red veze 1.5. Redovi veze od 1.1, na primer, se mogu javiti u kompleksnim scenarijima i esencijalno se odnose na jačinu veze relativno na veze reda 1.
U molekularnoj orbitalnoj teoriji, red veze se takođe definiše kao razlika, podeljena sa dva, između broja vezujućih elektrona i broja antivezujućih elektrona u skladu sa sledećom jednačinom. Na ovaj način se često mada ne uvek dolazi do istog rezultata. Red veze je takođe indeks jačine veze i ekstenzivno se koristi u teoriji valence veze.
{\displaystyle {\text{B.O.}}={\frac {{\text{broj vezujućih elektrona}}-{\text{broj antivezujućih elektrona}}}{2}}\ }
Redovi veze od jedne polovine mogu da budu stabilni, kao što ilustruje stabilnost -{H}2+ (dužina veze 106 -{pm}, energija veze 269 -{kJ/mol}) i -{He}2+ (dužina veze 108 -{pm}, energija veze 251 kJ/mol).
Koncept reda veze se koristi u molekulskoj dimanici i potencijalima reda veze. Magnituda reda veze je povezana sa dužinom veze. Na osnovu nalaza Linusa Polinga iz 1947, sledi da se red veze može eksperimentalno opisati kao:
{\displaystyle s_{ij}=\exp {\left[{\frac {d_{1}-d_{ij}}{b}}\right]}}
gde je {\displaystyle d_{1}} dužina jednostruke veze, {\displaystyle d_{ij}} je eksperimentalno izmerena dužina veze, i b je konstanta, koja je zavisna od kombinacije dva atoma. Poling je predložio vrednost 0,353 Å za b. Gornja definicija reda veze ima donekle ad hoc karakter i lako je primenljiva jedino za diatomske molekule. Standardna kvantno mehanička definicija reda veze je razmatrana tokom dužeg vremenskog perioda.